# Alexandre de Royer de Dour
Alexandre Jean Joseph de Royer de Dour, ook De Royer de Woldre (Bergen, 14 maart 1795 - Brussel, 22 april 1852) was een Belgisch senator.

## Levensloop
De Royer was een kleinzoon van Pierre-Ignace de Royer die in 1766 opname in de adel verkreeg, met daarbij in 1787 de bij eerstgeboorte overdraagbare titel van baron. 
Hij was een zoon van Jean-Jacques de Royer de Dour (1753-1838) en van Waudru de Béhault (1774-1836). Jean-Jacques verkreeg adelserkenning in 1816, met baronstitel. 
Hij was de broer van volksvertegenwoordiger Charles de Royer de Dour (1796-1858). Hij trouwde met Désirée de Royer de Woldre (1794-1831) en in tweede huwelijk met Julie de Thysebaert (1798-1883). Hij had twee zoons uit het eerste en een zoon uit het tweede huwelijk.
Onder het keizerrijk behoorde hij tot de Erewacht van Napoleon (1813) en nam aan verschillende veldslagen deel in 1813-1814. Hij was vervolgens, onder het Verenigd Koninkrijk der Nederlanden officier bij de Burgerwacht. Hij vestigde zich op het kasteel van Herchies.
In 1844 werd hij verkozen tot liberaal senator voor het arrondissement Bergen. Hij vervulde dit mandaat op actieve wijze tot aan zijn dood.